# Scolopsis bimaculata
Scolopsis bimaculata är en fiskart som beskrevs av Eduard Rüppell 1828. Scolopsis bimaculata ingår i släktet Scolopsis och familjen Nemipteridae. Inga underarter finns listade i Catalogue of Life.